# Erastria phantasma
Erastria phantasma är en fjärilsart som beskrevs av Butler 1881. Erastria phantasma ingår i släktet Erastria och familjen mätare. Inga underarter finns listade i Catalogue of Life.